# Lycaugesia fuscicosta
Lycaugesia fuscicosta là một loài bướm đêm trong họ Noctuidae.